# Alexandre Cabanel
Alexandre Cabanel (Montpellier, 28 september 1823 – Parijs, 23 januari 1889) was een Franse schilder.
Cabanel werd geboren te Montpellier in het departement Hérault. Hij schilderde historische, klassieke en religieuze taferelen in de academische stijl, en was ook een bekende portretschilder. Cabanel is een van de belangrijkste vertegenwoordigers van de zogenaamde art pompier. Hij was ook de favoriete schilder van keizer Napoleon III.
Op zeventienjarige leeftijd ging hij les volgen aan de École des Beaux-Arts in Parijs. Cabanel studeerde bij François-Édouard Picot en stelde voor de eerste keer tentoon op het Parijse salon van 1844. In 1845 won hij de tweede prijs van Rome, op 22-jarige leeftijd. Cabanel werd verkozen tot lid van de Académie des Beaux-Arts in 1863, en werd in datzelfde jaar aangesteld tot professor aan de École des Beaux Arts.
Cabanel won de Grande Médaille d'Honneur op de Salons van 1865, 1867, en 1878.
Hij had uitstekende connecties met het Parijse salon. Hij mocht regelmatig zetelen in de jury, en honderden van zijn leerlingen konden op het salon tentoonstellen. Toen hij samen met William-Adolphe Bouguereau weigerde om een aantal kunstenaars toe te laten, waaronder Édouard Manet, leidde dit tot de oprichting van de Salon des Refusés.
Zijn schilderij De geboorte van Venus uit 1863 is een van de meest bekende voorbeelden van de academische schilderkunst. Dit werk was gebaseerd op een mythe over de godin Venus. Het werk werd aangekocht door keizer Napoleon III terwijl een kleinere kopie van het werk, geschilderd in 1875 voor een Amerikaanse bankier, is te bezichtigen in New York in het Metropolitan Museum of Art.

## Leerlingen
Cabanel had veel leerlingen, waaronder:
- Rodolfo Amoedo
- Jean-Joseph Benjamin-Constant
- Albert Besnard
- Vlaho Bukovac
- Charles Bulteau
- Gaston Bussière
- Louis Capdevielle
- Eugène Carrière
- Fernand Cormon
- Pierre Auguste Cot
- Édouard Debat-Ponsan
- Émile Friant
- François Guiguet
- Jules Bastien Lepage
- François Flameng
- Charles Fouqueray
- Henri Gervex
- Edouard de Jans
- Charles Lucien Léandre
- Henri Le Sidaner
- Aristide Maillol
- Édouard-Antoine Marsal
- João Marques de Oliveira
- Henri Regnault
- Louis Royer
- Jean-Jacques Scherrer
- António da Silva Porto
- Joseph-Noël Sylvestre
- Solomon Joseph Solomon
- Paul Tavernier
- François Thévenot
- Étienne Terrus
- Louis Tytgadt
- Adolphe Willette

## Lijst van bekende werken

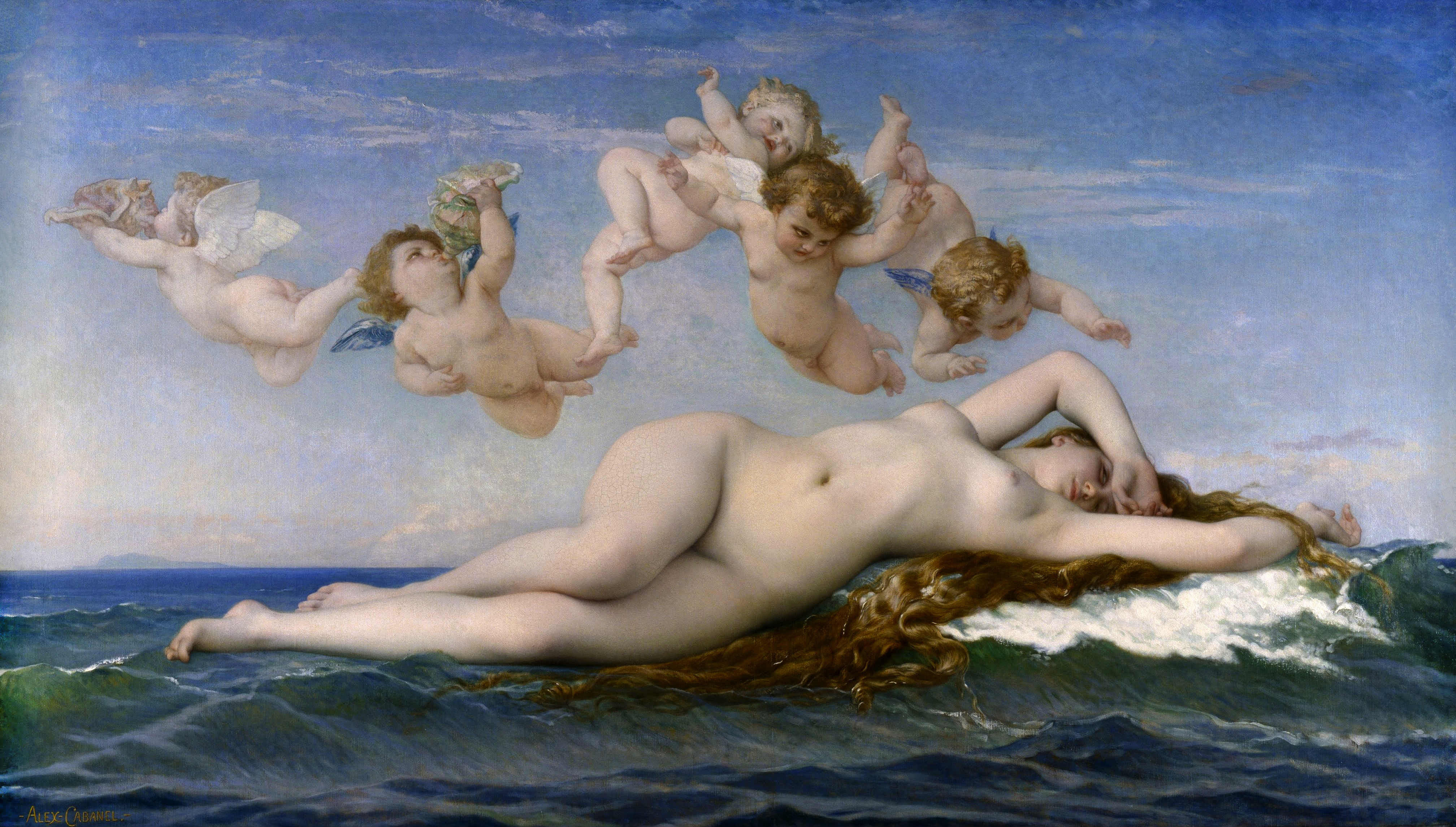
De geboorte van Venus (1863)

- La Mort de Moise (1851), Dahesh Museum of Art, New York.
- Louis XIII et Richelieu (1856), Palais du Luxembourg, Parijs.
- Nymphe et Satyre (1860), privéverzameling.
- La Naissance de Vénus (1863), Musée d'Orsay, Parijs.
- La Mort de Françoise de Rimini et de Paolo Malatesta (1870), Musée d'Orsay, Parijs.
- La Comtesse de Keller (1873), Musée d'Orsay, Parijs.
- Phèdre (1880), Musée Fabre, Montpellier.
- Ophélie (1883), privéverzameling.
- Ruth glanant dans les champs de Booz, (1886), Musée Garinet, Châlons-en-Champagne.
- Cleopatra laat gif proeven door ter dood veroordeelde gevangenen (1887), Koninklijk Museum voor Schone Kunsten, Antwerpen.
- Ève après la chute, privéverzameling.
- Adam et Ève chassés du Paradis, privéverzameling.
- La vie de saint Louis, Pantheon van Parijs

## Galerij

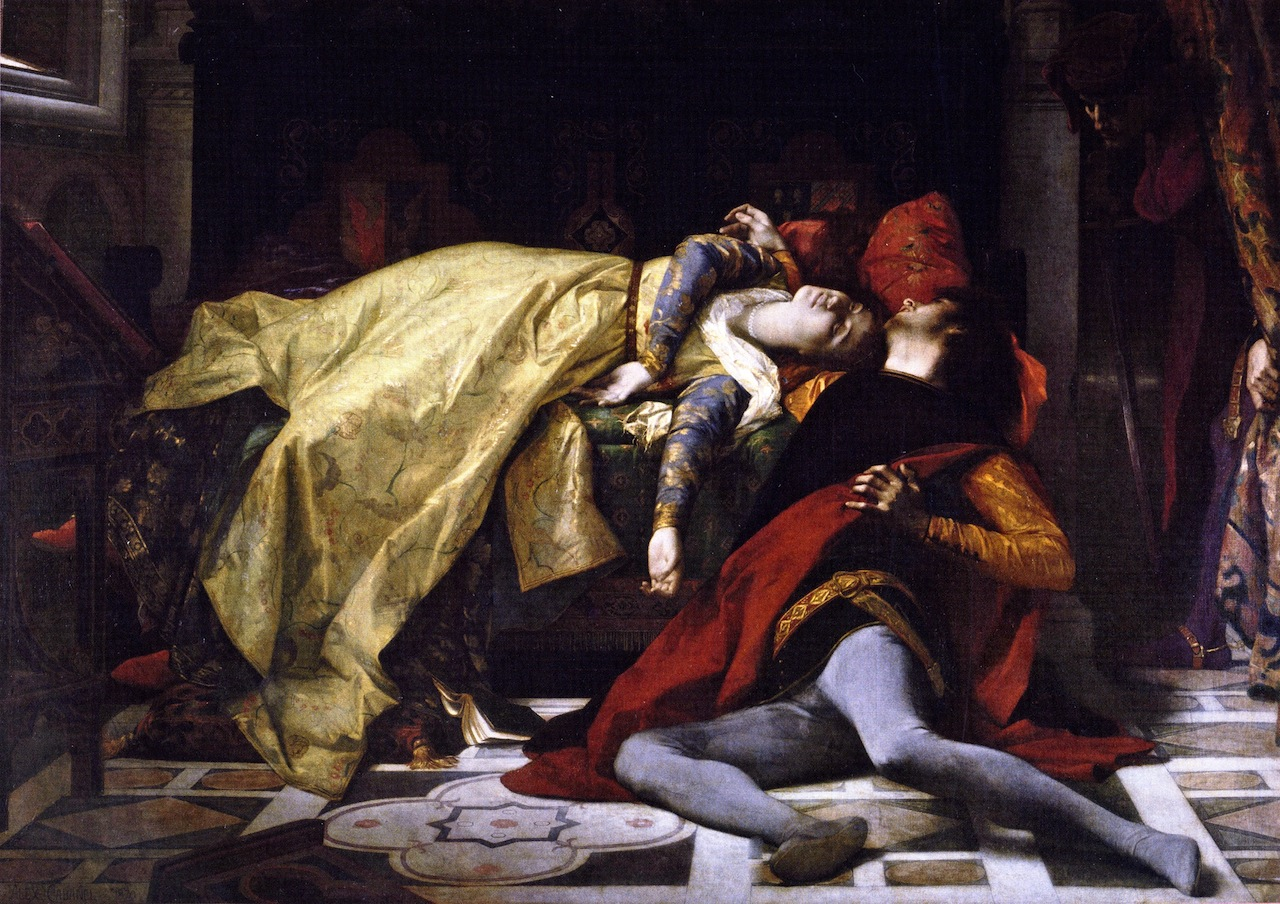
La mort de Françoise de Rimini et de Paolo Malatesta (1870)
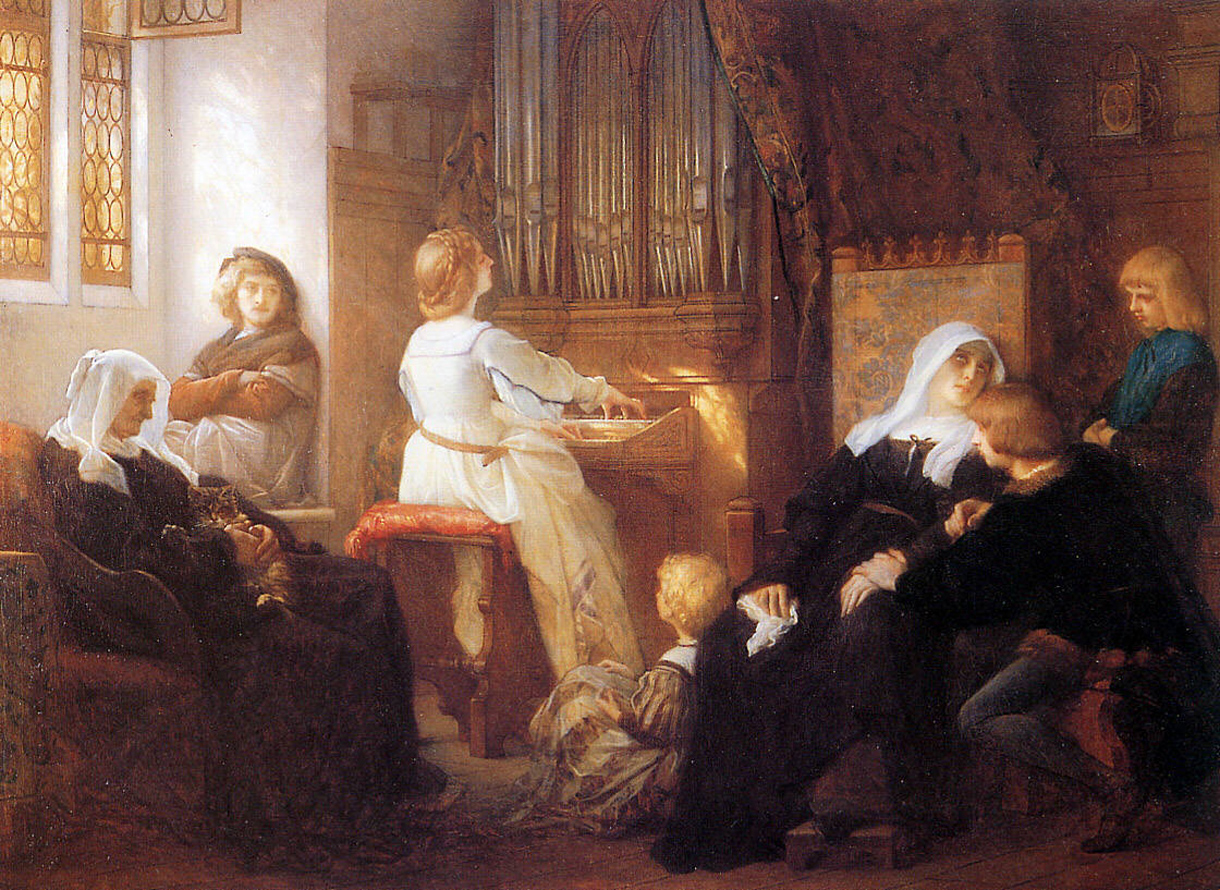
Harmonie (1877)
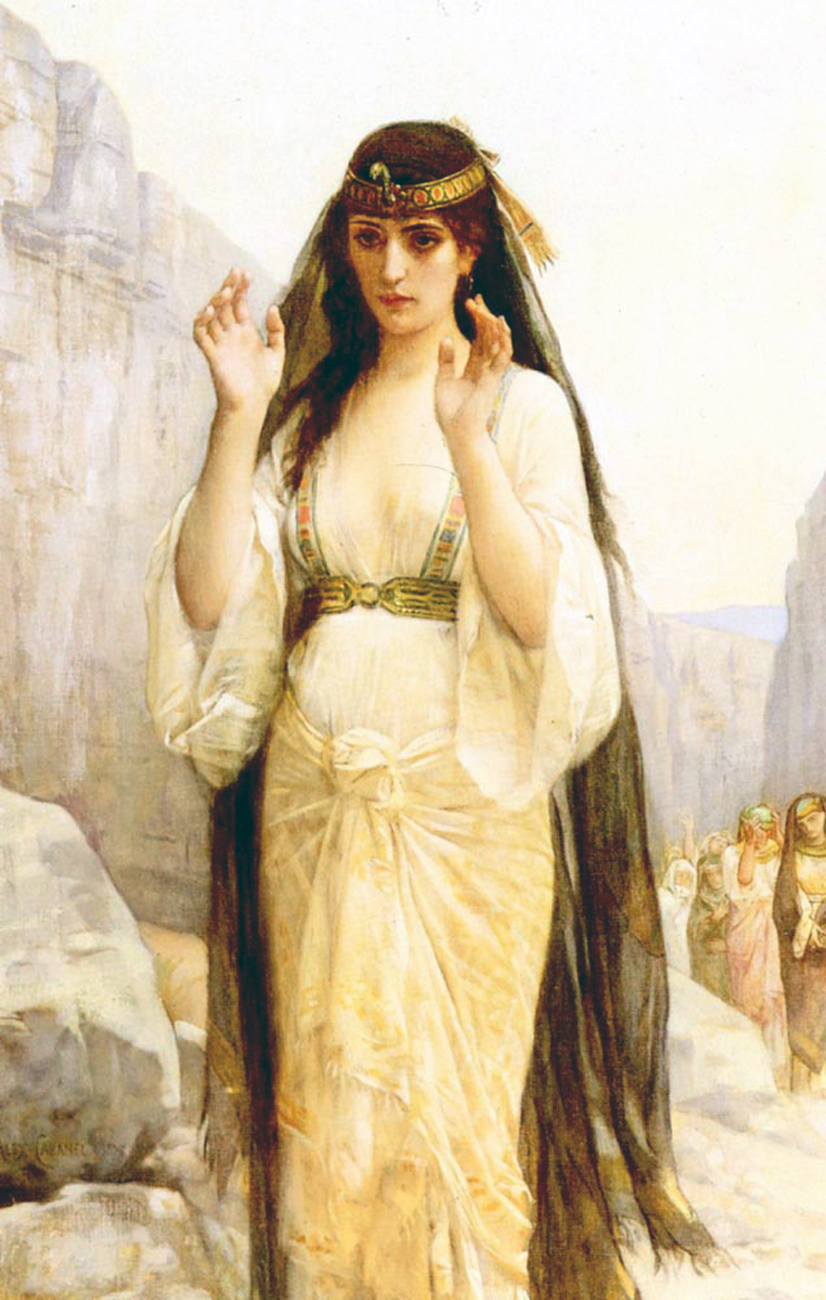
La fille de Jephté (1879)
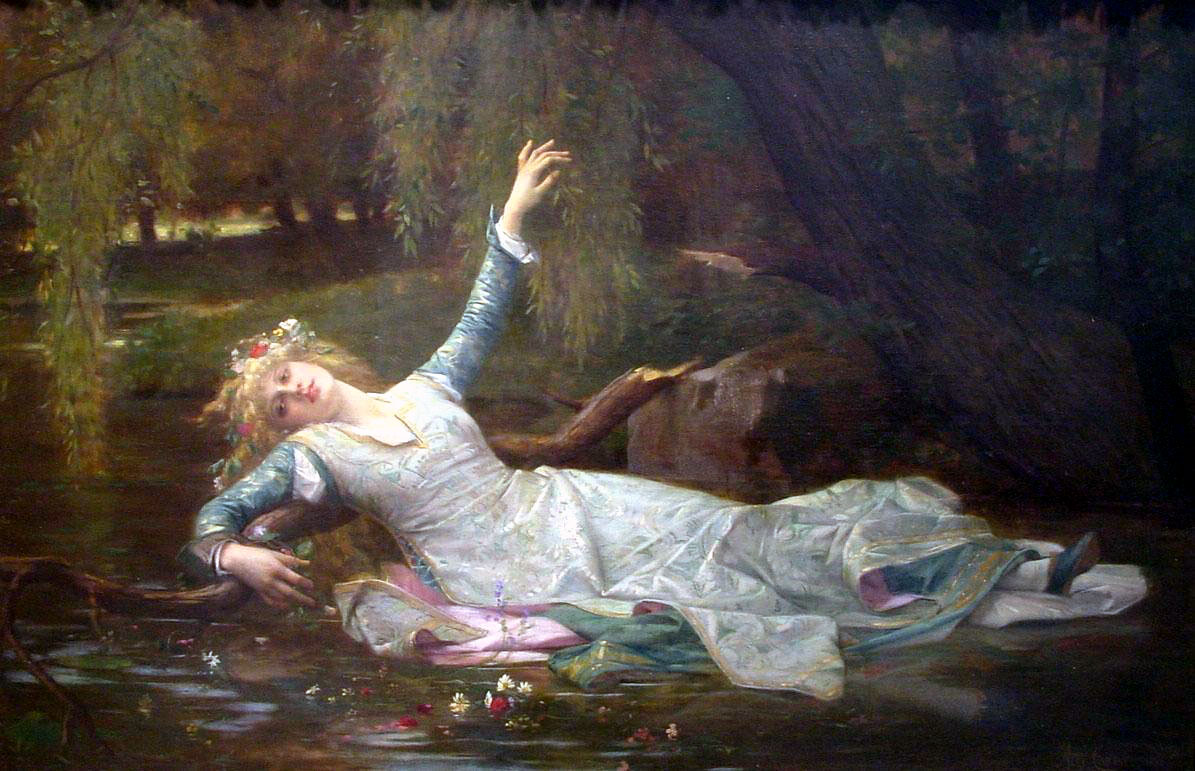
Ophélie (1883)
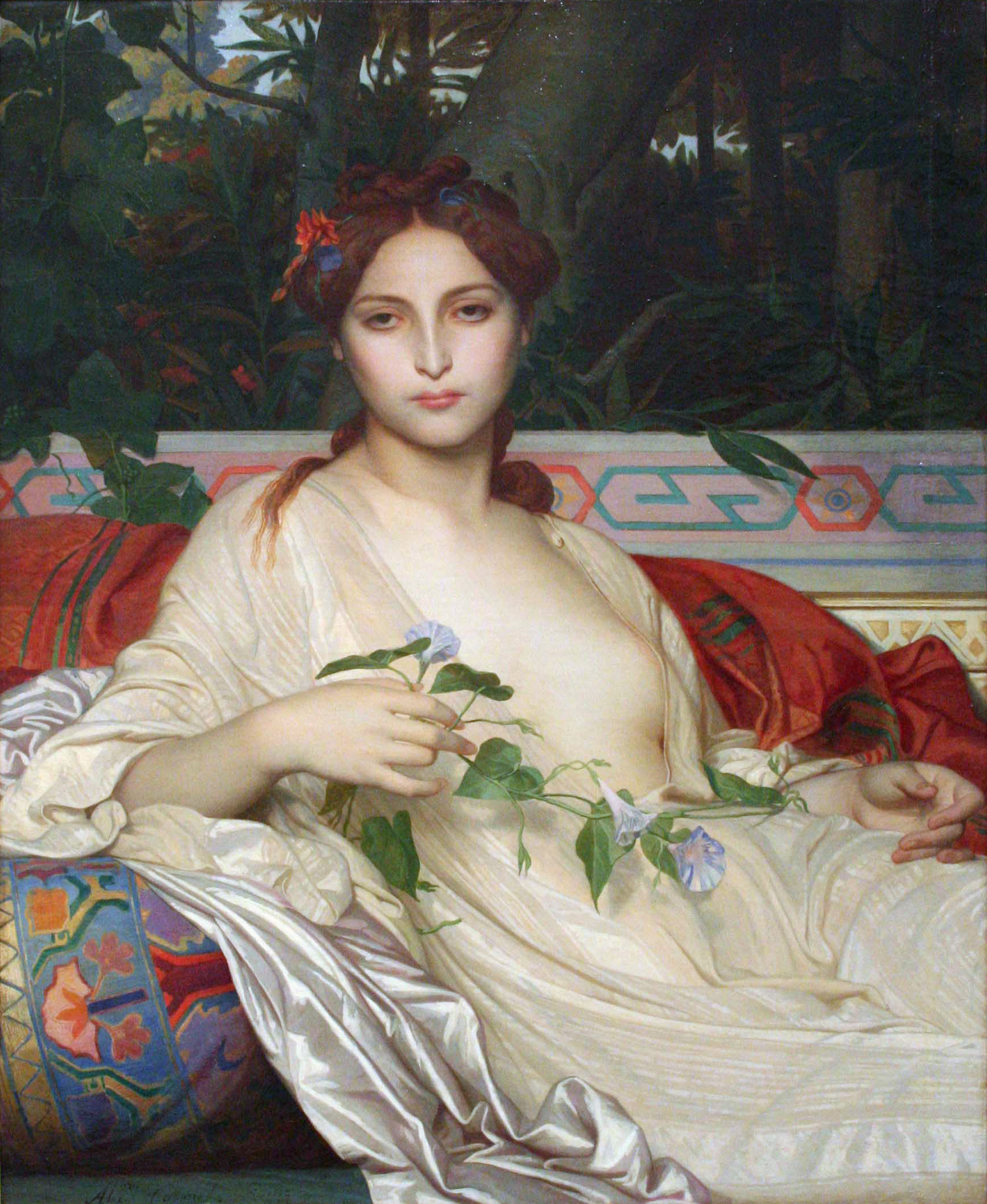
Albaydé (1884)
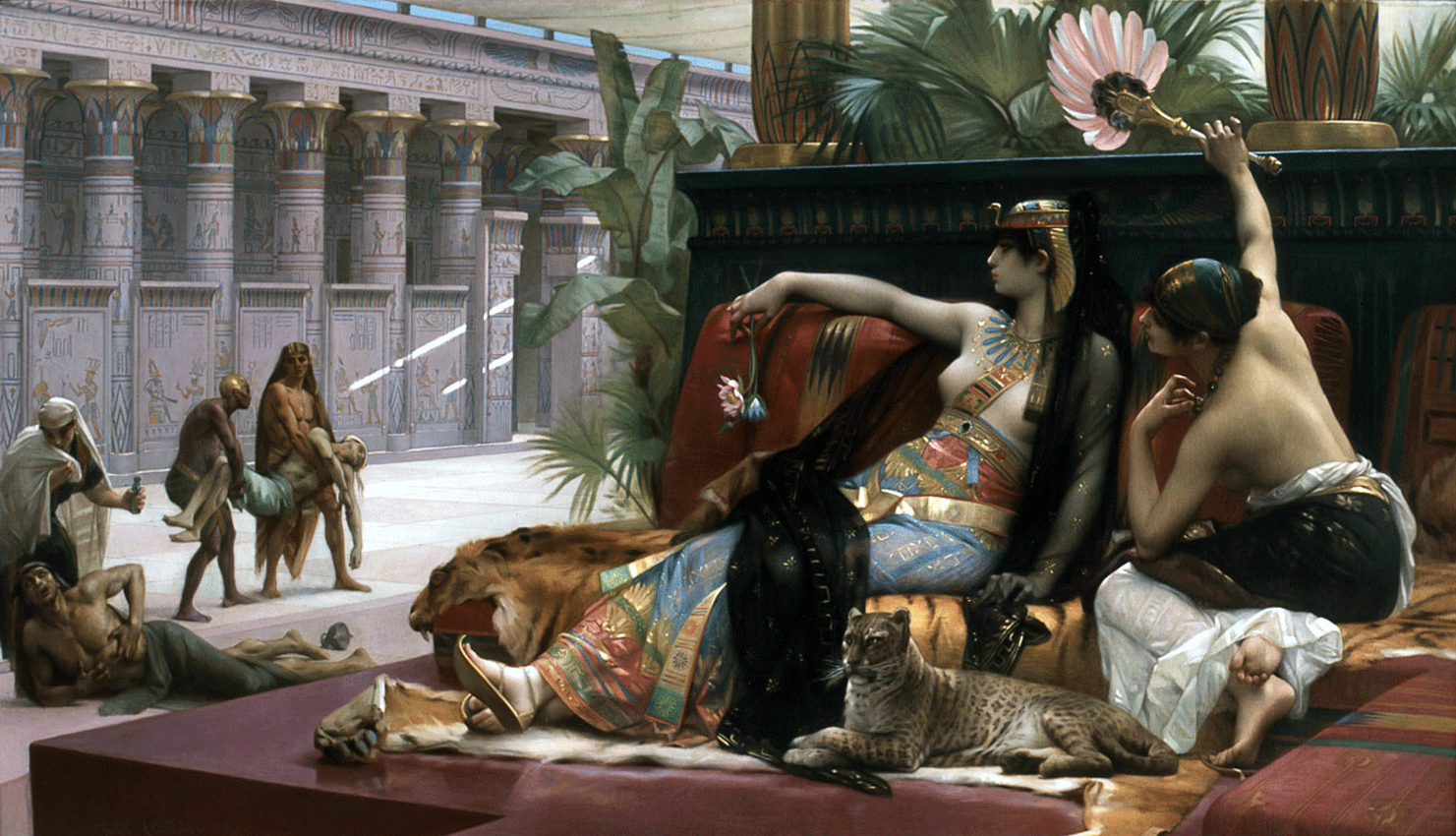
Cleopatra laat gif proeven door ter dood veroordeelde gevangenen (1887)
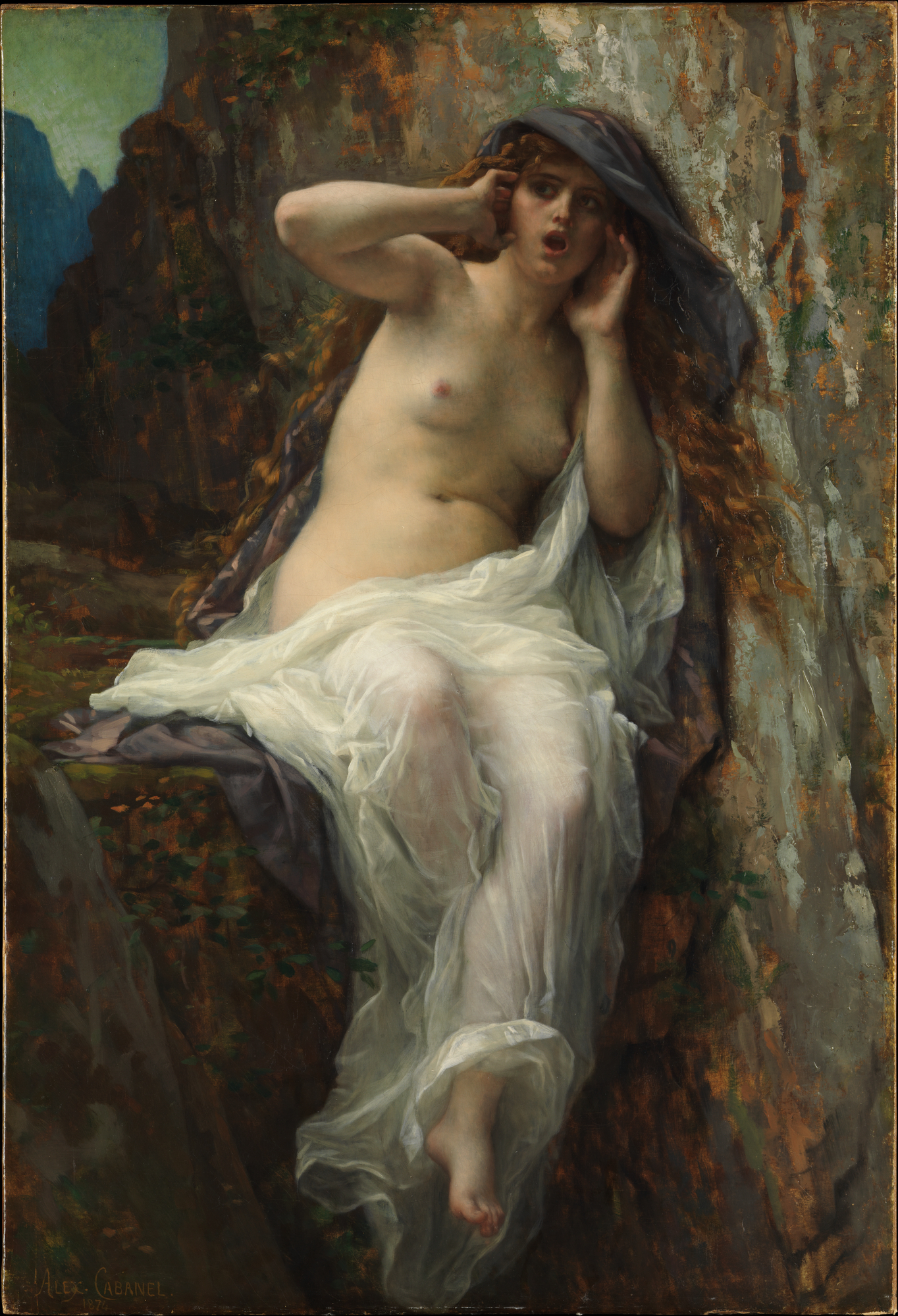
Écho (1874)

- Bibliothèque nationale de France: cb14970934h (data)
- Gemeinsame Normdatei: 121918319
- International Standard Name Identifier: 0000 0000 6661 7370
- KulturNav: 1441f192-6efd-4e07-8904-7b966acc89e9
- Library of Congress Control Number: nr90008003
- MusicBrainz: 24397986-609c-488b-a497-319faddd8568
- Nationale Bibliotheek van Israël: 987007442202605171
- Nationale Bibliotheek van Polen: a0000003633388
- Nationale en Universitaire bibliotheek Zagreb: 000716280
- Réseau des bibliothèques de Suisse occidentale: 02-A026835999
- RKD-Nederlands Instituut voor Kunstgeschiedenis: 14632
- SNAC: w67m09d9
- Système universitaire de documentation: 145893642
- Union List of Artist Names: 500004789
- Virtual International Authority File: 34728607
- WorldCat: E39PBJyCCftJh9BgPh3hwPgYfq